# 圳上
圳上，中华人民共和国湖南省娄底市新化县下属一镇，位于娄底市西端。全镇面积264平方公里，人口大约6.3万。
传说圳上系蚩尤故里，近年来又在该镇区域发现大型溶洞，因此该镇计划将大力发展旅游业。
圳上概况